# Dietrich Lohmann
Pour les articles homonymes, voir Lohmann.
Dietrich Lohmann né à Schnepfenthal (un quartier de la ville de Waltershausen, en Thuringe, Allemagne) le 9 mars 1943 et mort à Duarte (Californie, États-Unis) le 13 novembre 1997, est un cadreur et directeur de la photographie allemand.

## Biographie
À l'issue de ses études à l'école de cinéma de Berlin, Lohmann devient directeur de la photographie.  Au cours de la décennie 1970, il est étroitement associé à certains cinéastes qui participent au renouveau du cinéma allemand, comme  Rainer Werner Fassbinder et Hans Jurgen Syberberg. Il va s'établir à Hollywood au milieu des années 1980. En 1989, son travail sur la télé-série Les Orages de la guerre lui permet d'obtenir un Prime Time Emmy et un trophée de la société américaine des cinématographes.
Lohmann meurt à 54 ans des suites d'une leucémie, peu de temps après avoir terminé le tournage du film Deep Impact, réalisé par Mimi Leder.  Le film dédié à sa mémoire.

## Filmographie partielle

### Au cinéma
- 1969 : Le Bouc
- 1970 : Les Dieux de la peste
- 1970 : Pourquoi monsieur R. est-il atteint de folie meurtrière ?
- 1971 : Pionniers à Ingolstadt
- 1972 : Le Marchand des quatre saisons
- 1974 : Effi Briest
- 1978 : L'Allemagne en automne
- 1991 : Milena
- 1991 : Wedlock
- 1992 : Les Vaisseaux du cœur (Salt on Our Skin)
- 1992 : Face à face
- 1993 : Kid et le truand (Me and the Kid)
- 1994 : La Machine
- 1994 : Color of Night de Richard Rush
- 1997 : Le Pacificateur
- 1998 : Deep Impact

### À la télévision
- 1970 : Le Voyage à Niklashausen
- 1971 : Rio das Mortes
- 1972 : Liberté à Brême, aussi scénariste (avec Rainer Werner Fassbinder)
- 1973 : Gibier de passage
- 1988 : La Grande Évasion 2 (The Great Escape II: The Untold Story) de Paul Wendkos et Jud Taylor